# Pyrapractus cariei
Pyrapractus cariei là một loài bọ cánh cứng trong họ Cebrionidae. Loài này được Fleutiaux miêu tả khoa học năm 1920.